# Área censal de Nome
El área censal de Nome (en inglés: Nome Census Area) es una de las 11 áreas censales del estado estadounidense de Alaska. En el censo del año 2000, el área censal tenía una población de 9,196 habitantes y una densidad poblacional de 0.01 persona por km². El área por ser parte del borough no organizado no posee sede de borough, mientras que las ciudades más grandes son Nome.

## Geografía
Según la Oficina del Censo, el área censal tiene un área total de 73 253 km² (28 283 mi²), de la cual 59 572 km² (23 000,8 mi²) es tierra y 13 681 km² (5282,2 mi²) (18.68%) es agua.

### Boroughs y áreas censales adyacentes
- Borough de Northwest Arctic (norte)
- Área censal de Yukón–Koyukuk (este)
- Área censal de Wade Hampton (sur)

## Demografía
Según el censo de 2000, había 2,693 personas, 1,898 hogares y 1,898 familias residiendo en la localidad. La densidad de población era de 0.01 hab./km². Había 3,649 viviendas con una densidad media de 0.05 viviendas/km². El 19.32% de los habitantes eran blancos, el 0.38% afroamericanos, el 75.20% amerindios, el 0.67% asiáticos, el 0.02% isleños del Pacífico, el 0.20% de otras razas y el 4.21% pertenecía a dos o más razas. El 1% de la población eran hispanos o latinos de cualquier raza.

## Localidades
- Brevig Mission
- Diomede
- Elim
- Gambell
- Golovin
- Koyuk
- Nome
- Port Clarence
- Savoonga
- Shaktoolik
- Shishmaref
- St. Michael
- Stebbins
- Teller
- Unalakleet
- Wales
- White Mountain